# Дєдова Єлизавета Макарівна
Єлизавета Макарівна Дєдова ― радянська і українська акторка і співачка.

## Біографія
Народилася у 1956 року.
У 1976 року закінчила Київський державний інститут театрального мистецтва ім. І. К. Карпенка-Карого.
Дебютувала у кіно ще студенткою у фільмі «Земні і небесні пригоди» (1974, реж. І. Вєтров).
Виступала на концертах із піснями свого твору, будучи натхненною творчістю Володимира Висоцького.
У 1976-1990 роках була акторкой Київській кіностудії художніх фільмів ім. О. Довженка.
Була членом Національної спілки кінематографістів України.

Ролі були різні за обсягом, за жанровим рішенням та смисловим навантаженням, але кожна допомагала на практиці пізнавати тонкощі професії. З усього, зіграного Є. Дідовою в кіно за п'ять років після інституту, сама вона відзначає насамперед три ролі: Стефу в «Таємницях святого Юра», Ірину Кабардину в «Подоланні» та Валерію в телефільмі «Ніжність до ревучого звіра».
Оригінальний текст (рос.)
Роли были различны по объёму, по жанровому решению и смысловой нагрузке, но каждая помогала на практике познавать тонкости профессии. Из всего, сыгранного Е. Дедовой в кино за пять лет после института, сама она отмечает прежде всего три роли: Стефу в «Тайнах святого Юра», Ирину Кабардину в «Преодолении» и Валерию в телефильме «Нежность к ревущему зверю».
— З. Фурманова, журнал «Радянсьский екран», №12, 1985
З 1990 року живе в США.

## Фільмографія
Знялася у фільмах:
- 1974 ― Земні і небесні пригоди ― Таня
- 1975 ― Венсеремос[1] (дипломна робота)― Христина
- 1977 — Нісенітниця (тв) — акторка
- 1979 — Помри на коні — Лія
- 1981 — Така пізня, така тепла осінь — гід «Інтуриста»
- 1982 — Ніжність до ревучого звіра (тв) — Валерія
- 1982 — Подолання — Ірина Олександрівна Кабардина
- 1982 — Таємниці святого Юра — Стефа
- 1983 — Зона ризику[1] (тв) — Інна
- 1984 — Канкан в Англійському парку — зв'язкова
- 1987 — Циганка Аза — епізодична роль
- 1988 — Нові пригоди янкі при дворі короля Артура— фрейліна
- 1989 — Тихий жах
- 1989 — Важко бути богом
- 1990 — Кодри — Надя Ревінська

## Нагороди
- 1982 ― «Молодість» (Київ) ― Диплом за виконання ролі Стефи у фільмі «Таємниці святого Юра» (реж. В. Підпалий)[2]